# Liste der südostdeutschen Fußballmeister 1907–1933

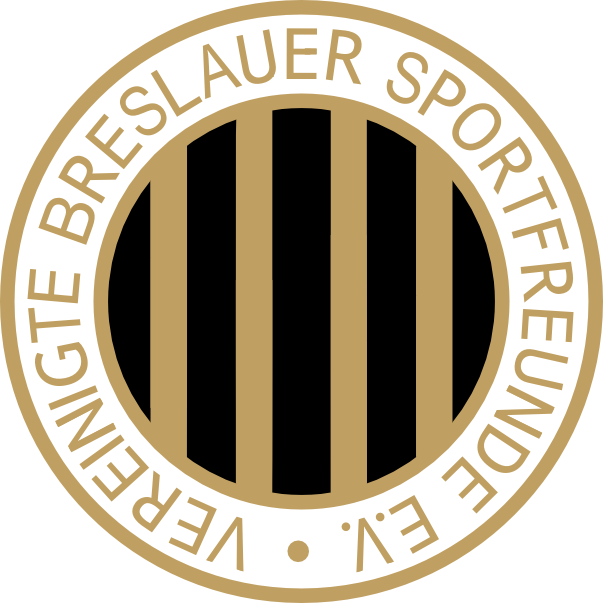
Vereinigte Breslauer Sportfreunde
6-mal Südostdeutscher Meister

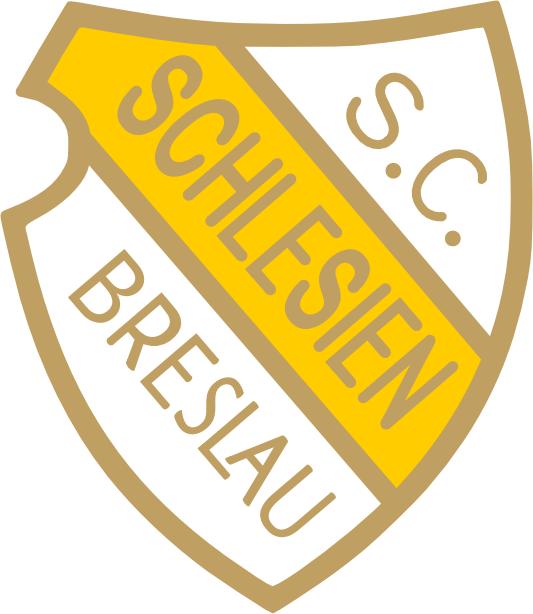
1907 wurde der SC Schlesien 01 Breslau erster Südostdeutscher Meister

Die Liste der südostdeutschen Fußballmeister umfasst alle Meister des Südostdeutschen Fußball-Verbandes der Jahre 1907 bis 1933. Am 18. März 1906 wurde der Südostdeutscher Fußball-Verband gegründet. Die erste Meisterschaftsrunde fand 1906/07 statt. Im August 1933 wurde der Verband aufgelöst.
Die Meister der regionalen Spielklassen spielten in einer Endrunde den Südostdeutschen Meister aus, wobei der Endrunden-Modus – einhergehend mit den häufigen Reformen der Spielklassen – mehrfach geändert werden musste. Zwischen 1914 und 1919 wurde wegen des Ersten Weltkriegs keine südostdeutsche Meisterschaft ausgespielt. Ab 1925 durfte der Südostdeutsche Fußball-Verband zwei Mannschaften zur deutschen Meisterschaft entsenden.

## Südostdeutsche Meister 1907–1933
| Jahr | Südostdeutscher Meister              | Abschneiden deutsche Meisterschaft | Deutscher Meister    |
| ---- | ------------------------------------ | ---------------------------------- | -------------------- |
| 1907 | SC Schlesien 01 Breslau              | Viertelfinale                      | Freiburger FC        |
| 1908 | VfR 1897 Breslau                     | Viertelfinale                      | Berliner FC Viktoria |
| 1909 | SC Alemannia 1896 Cottbus            | Viertelfinale                      | Karlsruher FC Phönix |
| 1910 | VfR 1897 Breslau                     | Viertelfinale                      | Karlsruher FV        |
| 1911 | FC Askania Forst                     | Viertelfinale                      | Berliner FC Viktoria |
| 1912 | ATV 1896 Liegnitz                    | Viertelfinale                      | Holstein Kiel        |
| 1913 | FC Askania Forst                     | Viertelfinale                      | VfB Leipzig          |
| 1914 | FC Askania Forst                     | Viertelfinale                      | SpVgg Fürth          |
| 1920 | Vereinigte Breslauer Sportfreunde    | Halbfinale                         | 1. FC Nürnberg       |
| 1921 | Vereinigte Breslauer Sportfreunde    | Viertelfinale                      | 1. FC Nürnberg       |
| 1922 | Vereinigte Breslauer Sportfreunde1   | Viertelfinale                      | kein Meister         |
| 1923 | Vereinigte Breslauer Sportfreunde    | Viertelfinale                      | Hamburger SV         |
| 1924 | Vereinigte Breslauer Sportfreunde    | Viertelfinale                      | 1. FC Nürnberg       |
| 1925 | FC Viktoria Forst                    | Achtelfinale                       | 1. FC Nürnberg       |
| 1926 | Breslauer SC 08                      | Viertelfinale                      | SpVgg Fürth          |
| 1927 | Vereinigte Breslauer Sportfreunde    | Achtelfinale                       | 1. FC Nürnberg       |
| 1928 | Breslauer SC 08                      | Achtelfinale                       | Hamburger SV         |
| 1929 | SC Preußen 1910 Zaborze (Hindenburg) | Achtelfinale                       | SpVgg Fürth          |
| 1930 | Beuthener SuSV 09                    | Achtelfinale                       | Hertha BSC           |
| 1931 | Beuthener SuSV 09                    | Achtelfinale                       | Hertha BSC           |
| 1932 | Beuthener SuSV 09                    | Achtelfinale                       | FC Bayern München    |
| 1933 | Beuthener SuSV 09                    | Viertelfinale                      | Fortuna Düsseldorf   |

1Aus Zeitgründen beraumte der Südostdeutsche Fussballverband vor der eigentlichen Meisterschaftsentscheidung ein Entscheidungsspiel für die Teilnahme an der deutschen Meisterschaft ein. Diese gewann der FC Viktoria Forst mit 6:1. In der später stattfindenden eigentlichen Entscheidung um die südostdeutsche Meisterschaft setzten sich die Breslauer Sportfreunde durch.

## Südostdeutsche Vizemeister 1925–1933
| Jahr | Südostdeutscher Vizemeister        | Abschneiden deutsche Meisterschaft | Deutscher Meister  |
| ---- | ---------------------------------- | ---------------------------------- | ------------------ |
| 1925 | Breslauer SC 08                    | Viertelfinale                      | 1. FC Nürnberg     |
| 1926 | FC Viktoria Forst                  | Achtelfinale                       | SpVgg Fürth        |
| 1927 | Breslauer FV 06                    | Achtelfinale                       | 1. FC Nürnberg     |
| 1928 | Vereinigte Breslauer Sportfreunde  | Achtelfinale                       | Hamburger SV       |
| 1929 | Breslauer SC 08                    | Halbfinale                         | SpVgg Fürth        |
| 1930 | Vereinigte Breslauer Sportfreunde  | Achtelfinale                       | Hertha BSC         |
| 1931 | VfB Liegnitz                       | Achtelfinale                       | Hertha BSC         |
| 1932 | Breslauer SC 08                    | Achtelfinale                       | FC Bayern München  |
| 1933 | SpVgg Vorwärts Rasensport Gleiwitz | Achtelfinale                       | Fortuna Düsseldorf |

## Rekordmeister
Südostdeutscher Rekordmeister sind die Vereinigten Breslauer Sportfreunde, die den Titel sechsmal gewinnen konnten.
|  | Verein                            | Titel | Jahr                               |
|  | --------------------------------- | ----- | ---------------------------------- |
|  | Vereinigte Breslauer Sportfreunde | 6     | 1920, 1921, 1922, 1923, 1924, 1927 |
|  | Beuthener SuSV 09                 | 4     | 1930, 1931, 1932, 1933             |
|  | FC Askania Forst                  | 3     | 1911, 1913, 1914                   |
|  | VfR 1897 Breslau                  | 2     | 1908, 1910                         |
|  | Breslauer SC 08                   | 2     | 1926, 1928                         |
|  | SC Schlesien Breslau              | 1     | 1907                               |
|  | SC Alemannia Cottbus              | 1     | 1909                               |
|  | ATV Liegnitz                      | 1     | 1912                               |
|  | FC Viktoria Forst                 | 1     | 1925                               |
|  | SC Preußen Hindenburg             | 1     | 1929                               |

## Regionale Meister 1907 bis 1933
Nachfolgend sind die Meister der jeweils höchsten regionalen Spielklassen aufgeführt. Der jeweilige südostdeutsche Meister eines Jahres ist fett hervorgehoben. In den Jahren 1914, 1921 und 1927 wurde kein Meister eines Bezirkes, sondern der Titelverteidiger, welcher dadurch automatisch für die Endrunde qualifiziert war, ohne seine Bezirksklasse gewinnen zu müssen, südostdeutscher Meister. Ab dem Jahr 1929 konnte jeweils der Vizemeister aus Oberschlesien die Meisterschaft erringen.

### 1907 bis 1914
Zunächst wurde in den Bezirken Niederlausitz, Niederschlesien, Breslau und Oberschlesien gespielt. Im Jahr 1909 kam der Bezirk Posen hinzu, im Jahr 1911 der Bezirk Oberlausitz.
| Jahr   | Niederlausitz          | Oberlausitz        | Niederschlesien | Breslau                       | Oberschlesien           | Posen              |
| ------ | ---------------------- | ------------------ | --------------- | ----------------------------- | ----------------------- | ------------------ |
| 1907   | TuFC Britannia Cottbus |                    | ATV Liegnitz    | SC Schlesien Breslau          | FC Preußen 05 Kattowitz |                    |
| 1908   | FV Brandenburg Cottbus |                    | ATV Liegnitz    | VfR 1897 Breslau              | FC Preußen 05 Kattowitz |                    |
| 1909   | SC Alemannia Cottbus   |                    | ATV Liegnitz    | VfR 1897 Breslau              | FC Preußen 05 Kattowitz | DSV Posen          |
| 1910   | FC Askania Forst       |                    | ATV Liegnitz    | VfR 1897 Breslau              | SC Germania Kattowitz   | DSV Posen          |
| 1911   | FC Askania Forst       | SC Preußen Görlitz | ATV Liegnitz    | SC Germania 1904 Breslau      | SC Germania Kattowitz   | DSV Posen          |
| 1912   | kein Meister ermittelt | SC Preußen Görlitz | ATV Liegnitz    | SC Germania 1904 Breslau      | SC Diana Kattowitz      | DSV Posen          |
| 1913   | FC Askania Forst       | SC Preußen Görlitz | ATV Liegnitz    | SC Preußen Breslau            | FC Preußen Kattowitz    | FC Britannia Posen |
| 1914 A | FC Viktoria Forst      | SC Preußen Görlitz | ATV Liegnitz    | Verein Breslauer Sportfreunde | Beuthener SuSV 09       | DSV Posen          |

### 1920 bis 1933

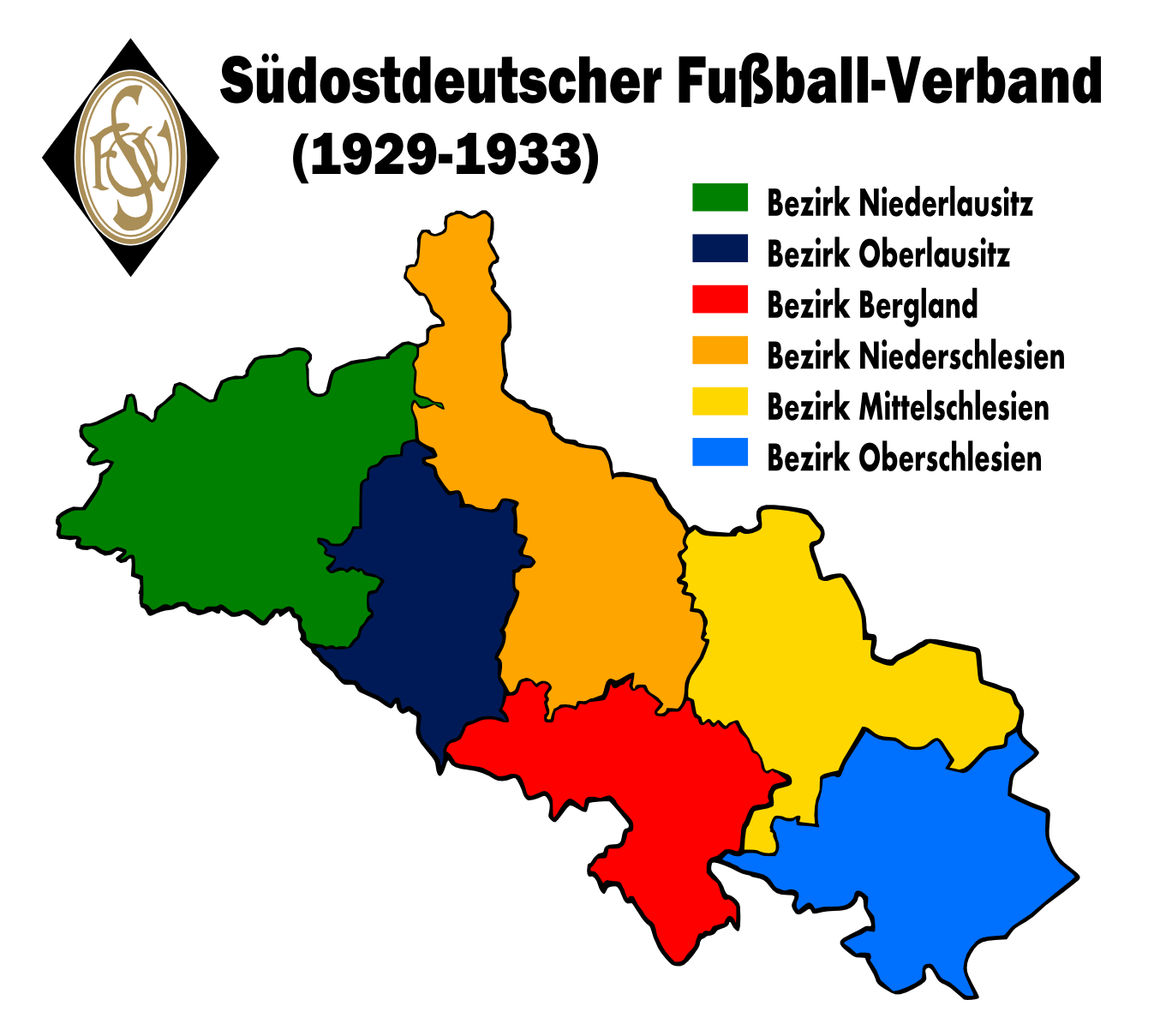
Bezirkseinteilung des SOFV 1929–1933

Nach dem Ersten Weltkrieg fiel die Stadt Posen an Polen, so dass die Bezirksklasse Posen nicht mehr ausgespielt wurde. Die Bezirksklasse Breslau wurde auf Mittelschlesien ausgedehnt, der Breslauer Meister qualifizierte sich nun zuerst für die Mittelschlesische Meisterschaft. Ab 1931 qualifizierten sich sowohl der Breslauer, als auch der Mittelschlesische Meister, für die südostdeutsche Endrunde. Ab 1926 kam der Bezirk Bergland hinzu.
| Jahr   | Niederlausitz          | Oberlausitz             | Niederschlesien       | Breslau/Mittelschlesien           | Oberschlesien                      | Bergland             |
| ------ | ---------------------- | ----------------------- | --------------------- | --------------------------------- | ---------------------------------- | -------------------- |
| 1920   | FC Viktoria Forst      | Saganer SV              | ATV Liegnitz          | Vereinigte Breslauer Sportfreunde | Beuthener SuSV 09                  |                      |
| 1921 A | FC Viktoria Forst      | STC Görlitz             | ATV Liegnitz          | SC Schlesien Breslau              | Beuthener SuSV 09                  |                      |
| 1922   | Cottbuser FV 1898      | ATV 1847 Görlitz        | FV 1920 Züllichau     | Vereinigte Breslauer Sportfreunde | FC Preußen 05 Kattowitz            |                      |
| 1923   | Cottbuser FV 1898      | STC Görlitz             | ATV Liegnitz          | Vereinigte Breslauer Sportfreunde | Beuthener SuSV 09                  |                      |
| 1924   | FC Viktoria Forst      | Saganer SV              | SC Jauer              | Vereinigte Breslauer Sportfreunde | SC Vorwärts Gleiwitz               |                      |
| 1925   | FC Viktoria Forst      | Saganer SV              | SpVgg Schupo Liegnitz | Breslauer SC 08                   | Beuthener SuSV 09                  |                      |
| 1926   | Cottbuser FV 1898      | Saganer SV              | SpVgg 1896 Liegnitz   | Breslauer SC 08                   | VfB 1910 Gleiwitz                  | SV Hirschberg 1919   |
| 1927 B | FV Brandenburg Cottbus | STC Görlitz             | VfB Liegnitz          | Breslauer FV 06-Stern             | SpVgg Vorwärts-Rasensport Gleiwitz | SV Preußen Glatz     |
| 1928   | FV Brandenburg Cottbus | SpVgg Gelb-Weiß Görlitz | VfB Liegnitz          | Breslauer SC 08                   | SC Preußen Zaborze                 | VfR 1915 Schweidnitz |
| 1929 C | Cottbuser FV 1898      | Saganer SV              | VfB Liegnitz          | Breslauer SC 08                   | Beuthener SuSV 09                  | SV Silesia Freiburg  |
| 1930 C | FC Viktoria Forst      | Laubaner SV             | VfB Liegnitz          | Breslauer SC 08                   | SC Preußen Zaborze                 | VfR 1915 Schweidnitz |
| 1931 C | FC Viktoria Forst      | SpVgg Gelb-Weiß Görlitz | VfB Liegnitz          | Breslauer SC 08                   | SC Preußen Zaborze                 | Waldenburger SV 1909 |
| 1932 C | FC Viktoria Forst      | SpVgg Gelb-Weiß Görlitz | VfB Liegnitz          | Breslauer FV 06 / Breslauer SC 08 | SpVgg Vorwärts-Rasensport Gleiwitz | VfB Langenbielau     |
| 1933 C | Cottbuser FV 1898      | STC Görlitz             | VfB Liegnitz          | Breslauer SC 08 / Breslauer FV 06 | SpVgg Vorwärts-Rasensport Gleiwitz | Waldenburger SV 1909 |

## Ewige Tabelle
Berücksichtigt sind alle ausgetragenen Spiele in den Endrunden zur Südostdeutschen Fußballmeisterschaft. Die Tabelle richtet sich nach der damals gültigen 2-Punkte-Regel.
| Pl. | Verein                                                   | Jahre | Sp. | S  | U  | N  | T+  | T-  | Diff. | Punkte | Ø-Pkt. | Titel | Bezirk          | Teilnahmejahre                     |
| --- | -------------------------------------------------------- | ----- | --- | -- | -- | -- | --- | --- | ----- | ------ | ------ | ----- | --------------- | ---------------------------------- |
| 1.  | Breslauer SC 08                                          | 9     | 82  | 46 | 11 | 25 | 242 | 149 | +93   | 103:61 | 1,26   | 2     | Mittelschlesien | 1925–33                            |
| 2.  | Vereinigte Breslauer Sportfreunde                        | 10    | 58  | 41 | 4  | 13 | 193 | 85  | +108  | 86:30  | 1,48   | 6     | Mittelschlesien | 1914, 1920–25, 1927–28, 1930       |
| 3.  | Beuthener SuSV 09                                        | 10    | 60  | 39 | 6  | 15 | 181 | 99  | +82   | 84:36  | 1,4    | 4     | Oberschlesien   | 1914, 1920–22, 1925, 1929–33       |
| 4.  | VfB Liegnitz a                                           | 7     | 66  | 35 | 5  | 26 | 190 | 153 | +37   | 75:57  | 1,14   | 0     | Niederschlesien | 1927–33                            |
| 5.  | FC Viktoria Forst                                        | 11    | 66  | 32 | 5  | 29 | 176 | 131 | +45   | 69:63  | 1,05   | 1     | Niederlausitz   | 1914, 1920–22, 1924–26, 1929–32    |
| 6.  | SC Preußen Görlitz/ STC Görlitz a                        | 10    | 58  | 28 | 6  | 24 | 160 | 142 | +18   | 62:54  | 1,07   | 0     | Oberlausitz     | 1911–14, 1921, 1927, 1929–31, 1933 |
| 7.  | TuFC Britannia Cottbus/ Cottbuser FV 1898                | 9     | 66  | 17 | 8  | 41 | 110 | 197 | −87   | 42:90  | 0,64   | 0     | Niederlausitz   | 1907, 1923, 1926, 1928–33          |
| 8.  | SC Vorwärts Gleiwitz/ SpVgg Vorwärts-Rasensport Gleiwitz | 4     | 33  | 20 | 2  | 11 | 94  | 64  | +30   | 42:24  | 1,27   | 0     | Oberschlesien   | 1924, 1927, 1932–33                |
| 9.  | SC Preußen Zaborze                                       | 4     | 36  | 18 | 6  | 12 | 100 | 63  | +37   | 42:30  | 1,17   | 1     | Oberschlesien   | 1928–31                            |
| 10. | Breslauer FV 06                                          | 4     | 42  | 17 | 7  | 18 | 86  | 87  | −1    | 41:43  | 0,98   | 0     | Mittelschlesien | 1927, 1930, 1932–33                |
| 11. | ATV 1847 Görlitz/ Gelb-Weiß Görlitz a                    | 6     | 44  | 14 | 5  | 25 | 80  | 153 | −73   | 33:55  | 0,75   | 0     | Oberlausitz     | 1922–23, 1928, 1931–33             |
| 12. | FC Askania Forst                                         | 5     | 16  | 13 | 0  | 3  | 52  | 12  | +40   | 26:60  | 1,63   | 3     | Niederlausitz   | 1910–11, 1913–14, 1920             |
| 13. | Waldenburger SV 1909 a                                   | 4     | 36  | 7  | 7  | 22 | 71  | 109 | −38   | 21:51  | 0,58   | 0     | Bergland        | 1928, 1931–33                      |
| 14. | FV Brandenburg Cottbus                                   | 2     | 14  | 7  | 4  | 3  | 45  | 28  | +17   | 18:10  | 1,29   | 0     | Niederlausitz   | 1927–28                            |
| 15. | SC Preußen 1911 Glogau a                                 | 2     | 19  | 8  | 1  | 10 | 42  | 57  | −15   | 17:21  | 0,89   | 0     | Niederschlesien | 1930–31                            |
| 16. | SV Preußen Schweidnitz a                                 | 2     | 20  | 6  | 3  | 11 | 35  | 69  | −34   | 15:25  | 0,75   | 0     | Bergland        | 1930, 1933                         |
| 17. | FC Preußen 05 Kattowitz                                  | 5     | 13  | 7  | 0  | 6  | 32  | 32  | ±0    | 14:12  | 1,08   | 0     | Oberschlesien   | 1907–09, 1913, 1922                |
| 18. | ATV Liegnitz/ SpVgg 1896 Liegnitz                        | 12    | 23  | 6  | 1  | 16 | 47  | 77  | −30   | 13:33  | 0,57   | 1     | Niederschlesien | 1907–14, 1920–21, 1923, 1926       |
| 19. | Saganer SV                                               | 5     | 24  | 5  | 2  | 17 | 42  | 87  | −45   | 12:36  | 0,5    | 0     | Oberlausitz     | 1920, 1924–26, 1929                |
| 20. | SC Jauer a                                               | 2     | 13  | 5  | 2  | 6  | 27  | 33  | −6    | 12:14  | 0,92   | 0     | Niederschlesien | 1924, 1933                         |
| 21. | VfB Langenbielau a                                       | 2     | 18  | 4  | 4  | 10 | 39  | 56  | −17   | 12:24  | 0,67   | 0     | Bergland        | 1931–32                            |
| 22. | Breslauer SpVgg 05 Komet                                 | 1     | 9   | 5  | 1  | 3  | 29  | 23  | +6    | 11:70  | 1,22   | 0     | Mittelschlesien | 1929                               |
| 23. | SpVgg Bunzlau a                                          | 1     | 10  | 4  | 3  | 3  | 23  | 23  | ±0    | 11:90  | 1,1    | 0     | Oberlausitz     | 1932                               |
| 24. | Vereinigte Grünberger Sportfreunde a                     | 1     | 10  | 3  | 4  | 3  | 24  | 25  | −1    | 10:10  | 1      | 0     | Niederschlesien | 1932                               |
| 25. | VfR 1897 Breslau                                         | 3     | 5   | 4  | 0  | 1  | 17  | 9   | +8    | 8:20   | 1,6    | 2     | Mittelschlesien | 1908–10                            |
| 26. | SC Germania Breslau                                      | 2     | 7   | 4  | 0  | 3  | 14  | 15  | −1    | 8:60   | 1,14   | 0     | Mittelschlesien | 1911–12                            |
| 27. | VfB 1910 Gleiwitz                                        | 1     | 6   | 4  | 0  | 2  | 18  | 14  | +4    | 8:40   | 1,33   | 0     | Oberschlesien   | 1926                               |
| 28. | SV Hoyerswerda                                           | 1     | 10  | 3  | 2  | 5  | 24  | 31  | −7    | 8:12   | 0,8    | 0     | Niederlausitz   | 1933                               |
| 29. | VfR 1915 Schweidnitz a                                   | 1     | 10  | 4  | 0  | 6  | 23  | 34  | −11   | 8:12   | 0,8    | 0     | Bergland        | 1930                               |
| 30. | Laubaner SV a                                            | 1     | 10  | 2  | 1  | 7  | 19  | 31  | −12   | 5:15   | 0,5    | 0     | Oberlausitz     | 1930                               |
| 31. | SC Alemannia Cottbus                                     | 1     | 2   | 2  | 0  | 0  | 7   | 4   | +3    | 4:0    | 2      | 1     | Niederlausitz   | 1909                               |
| 32. | DSV Posen                                                | 4     | 5   | 1  | 0  | 4  | 7   | 15  | −8    | 2:80   | 0,4    | 0     | Posen           | 1910–12, 1914                      |
| 33. | SC Schlesien Breslau                                     | 2     | 2   | 1  | 0  | 1  | 4   | 5   | −1    | 2:20   | 1      | 1     | Mittelschlesien | 1907, 1921                         |
| 34. | SV Preußen Glatz                                         | 2     | 15  | 0  | 2  | 13 | 12  | 75  | −63   | 2:28   | 0,13   | 0     | Bergland        | 1927, 1929                         |
| 35. | SC Preußen Breslau                                       | 1     | 3   | 1  | 0  | 2  | 3   | 4   | −1    | 2:40   | 0,67   | 0     | Mittelschlesien | 1913                               |
| 36. | FV 1920 Züllichau                                        | 1     | 4   | 0  | 1  | 3  | 1   | 25  | −24   | 1:70   | 0,25   | 0     | Niederschlesien | 1922                               |
| 37. | SC Germania Kattowitz                                    | 2     | 2   | 0  | 0  | 2  | 2   | 8   | −6    | 0:40   | 0      | 0     | Oberschlesien   | 1910–11                            |
| 38. | SC Diana Kattowitz                                       | 1     | 1   | 0  | 0  | 1  | 1   | 2   | −1    | 0:20   | 0      | 0     | Oberschlesien   | 1912                               |
| 39. | FC Britannia Posen                                       | 1     | 1   | 0  | 0  | 1  | 0   | 1   | −1    | 0:20   | 0      | 0     | Posen           | 1913                               |
| 40. | SpVgg Schupo Liegnitz                                    | 1     | 5   | 0  | 0  | 5  | 4   | 22  | −18   | 0:10   | 0      | 0     | Niederschlesien | 1925                               |
| 41. | SV Hirschberg 1919                                       | 1     | 5   | 0  | 0  | 5  | 4   | 31  | −27   | 0:10   | 0      | 0     | Bergland        | 1926                               |